# El Tovar Hotel

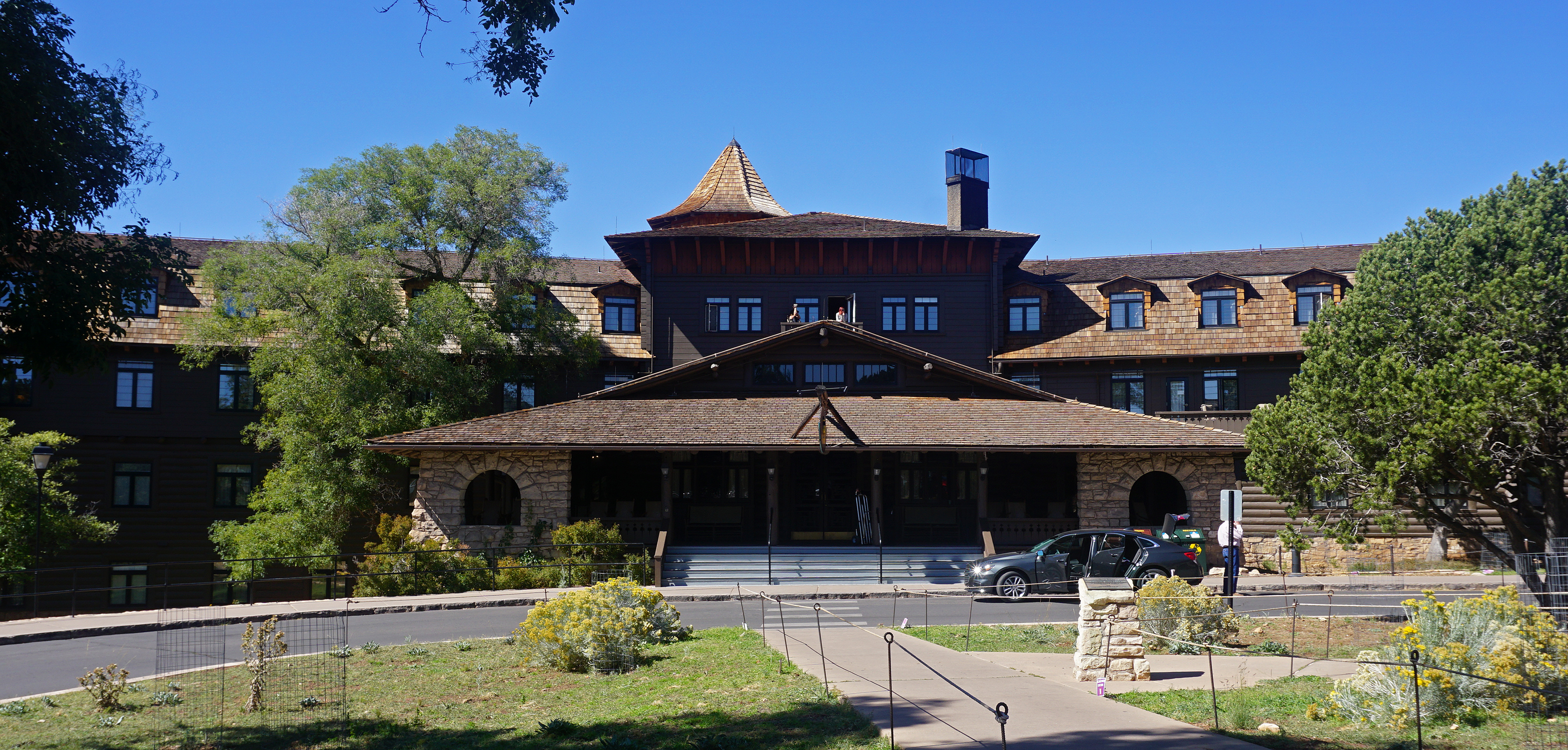
El Tovar Hotels huvudentré

El Tovar Hotel är ett hotell i Grand Canyon Village i Arizona i USA. Det öppnades 1905 av Fred Harvey Company, samtidigt som Grand Canyon Railway anlades för att utveckla turism i det som senare blev Grand Canyon National Park.
Hotellet ritades av Charles Whittlesey i vad som kom att kallas "National Park Service Rustic"-stil.
Atchison, Topeka and Santa Fe Railway hade från början tänkt sig ett litet hotell som granne med den nya järnvägsstationen och, som närmast, drygt sex meter från den södra branten till kanjonen, men El Tovar kom att ursprungligen ha 103 gästrum.
Byggnaden är uppförd av lokal kalksten och oregon pine, men ett tak täckt av skiffer. Den har en 68 meter lång central del i två våningar och två gästrumsflyglar i tre våningar. Numera har hotellet 78 gästrum.

## Bildgalleri

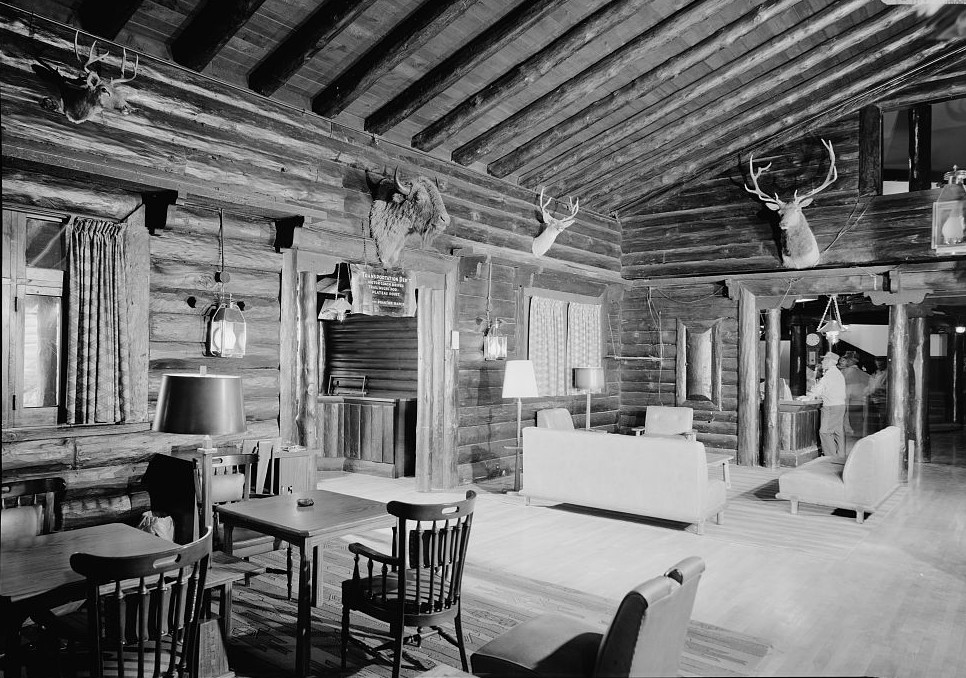
El Tovars lobby, efter 1933
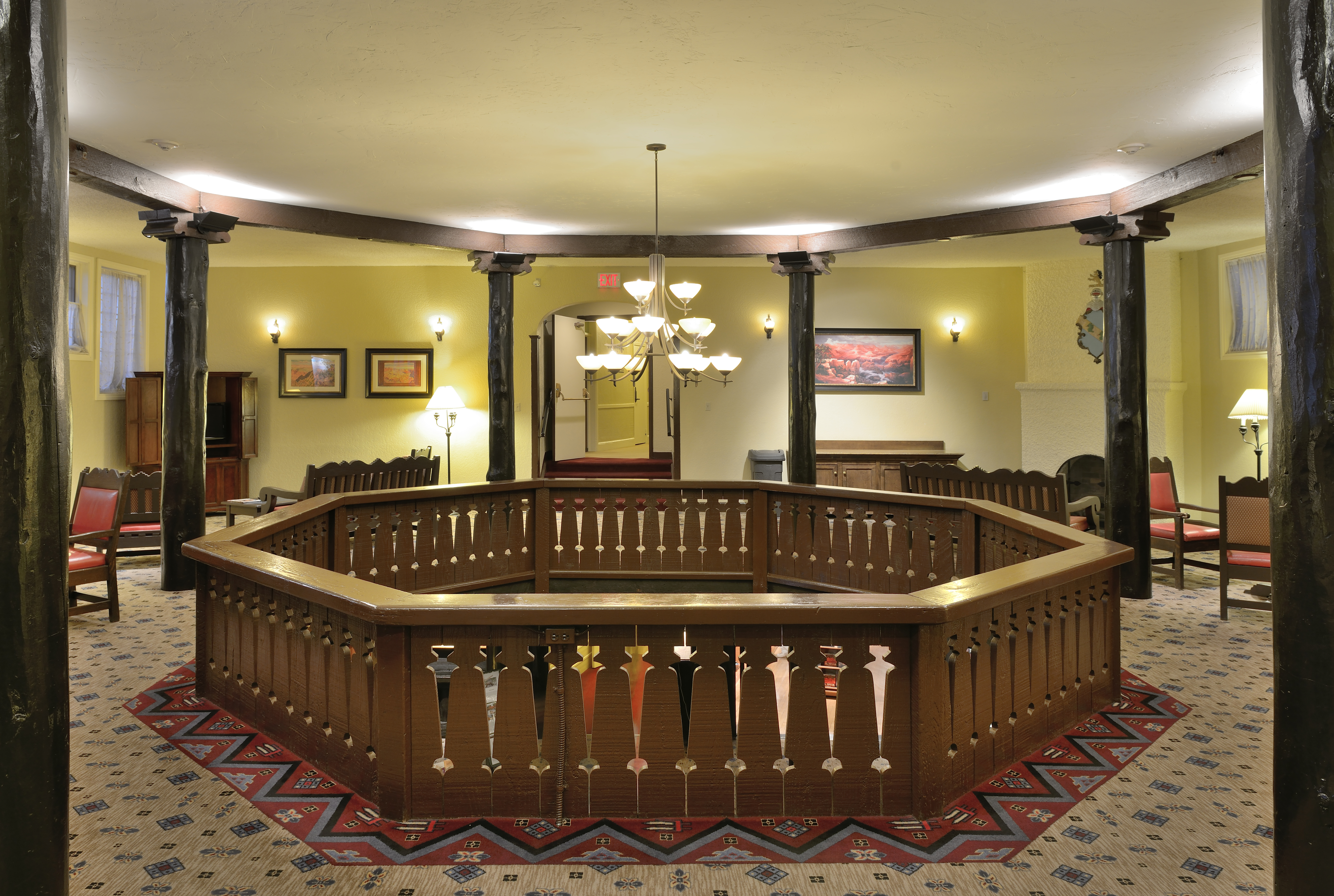
Trapphallen
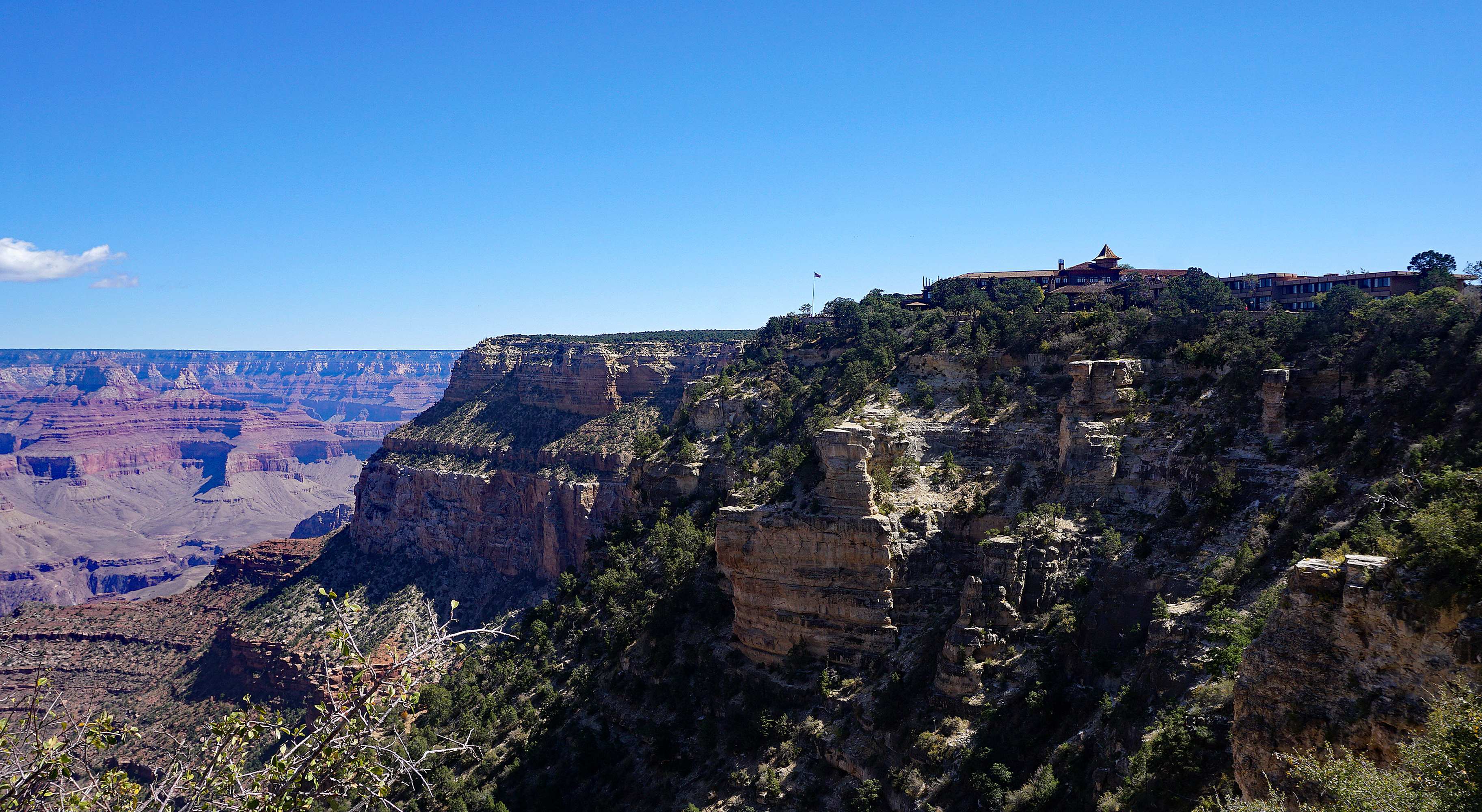
El Tovars placering på kanjons södra kant
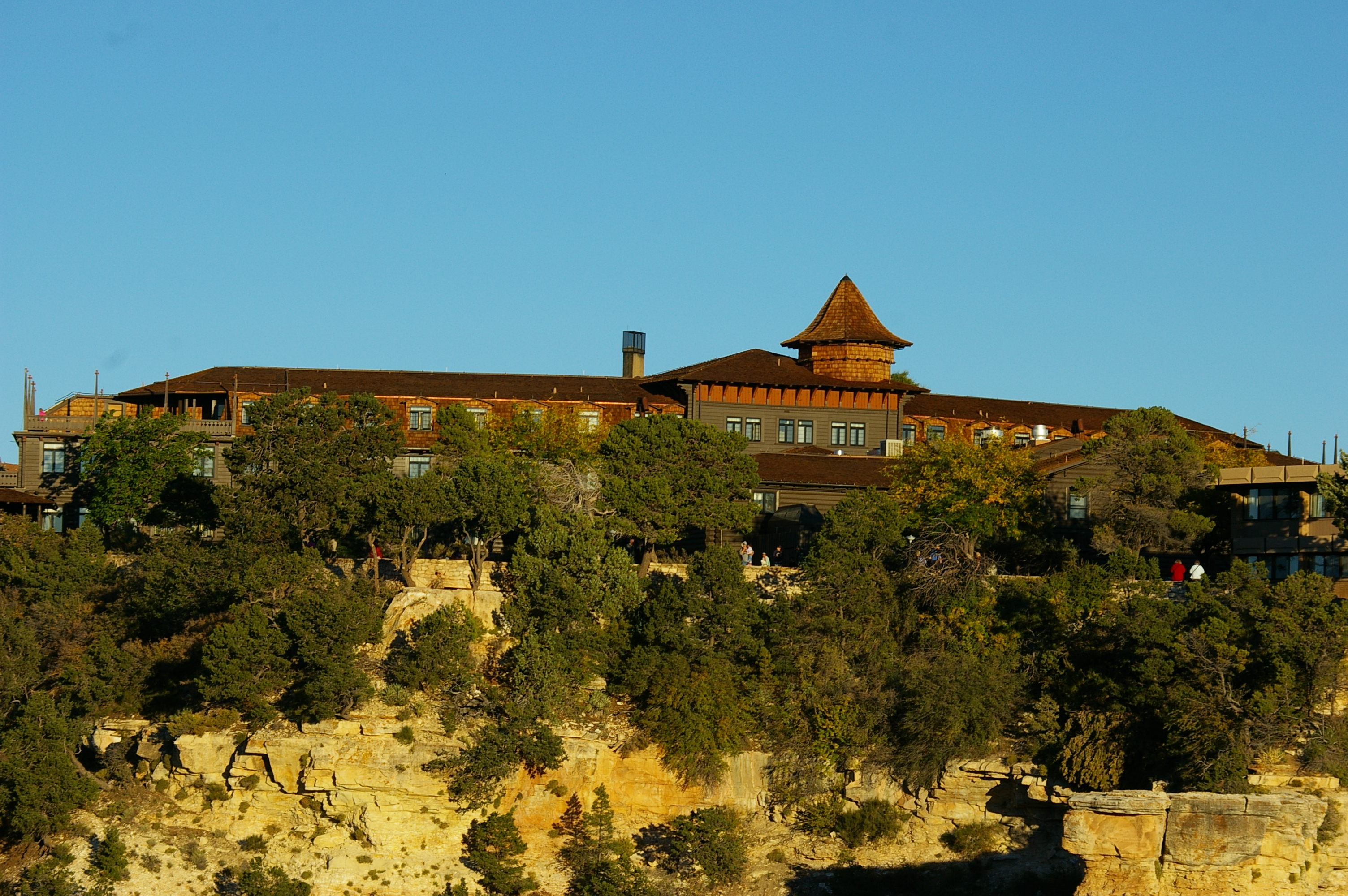
Norra sidan på El Tovar

## Källor

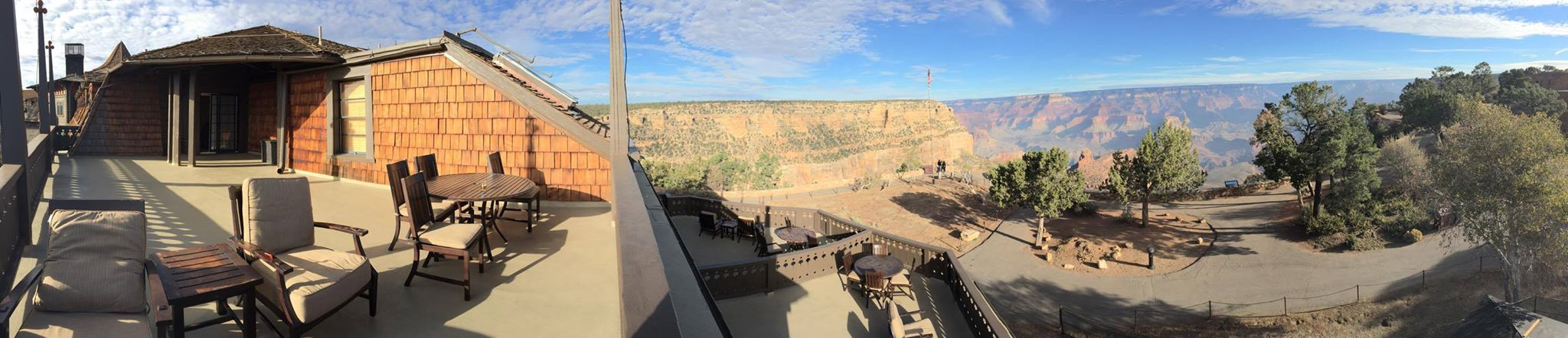
Utsikt över kanjon från terrassen utanför "Presidential Suite"